# Paolo Beltrami

Nuova scoperta importantissima, 1823
(Fondazione Mansutti, Milano).

Paolo Beltrami (fl. XVIII-XIX secolo) è stato un fisico italiano.

## Biografia
Fu parroco di Rivolta d'Adda e uno degli ispettori delle scuole elementari del distretto di Lodi. Celebre per i suoi studi di fisica, nel 1827 pubblicò un saggio dal titolo Nuova scoperta importantissima per pubblicizzare gli esperimenti di Charles Tholard sull'apparecchio di Lapostolle. Secondo il fisico inglese, lo strumento poteva essere migliorato inserendo dei fili di lino nella corda di paglia. Il volume fu criticato da Pietro Molossi nella sua opera Sui mezzi praticati dal signor Tholard, cui seguì un saggio di risposta di Beltrami. Il parroco lombardo sosteneva che la corda di paglia può condurre meglio rispetto al metallo, proponendo la sua tesi in numerosi saggi: Difesa dei paragrandini (1824), Dialogo popolare ... sulla necessità, e l'utilità di armare con paragrandini le campagne (1826) e Buoni effetti dei paragrandini dell'anno 1826 (1827).
Beltrami si schierava a favore dei sistemi di prevenzione contro fulmini e grandine, contrapponendosi a scienziati contemporanei come Gaetano Melandri Contessi, Giuseppe Demongeri, Alexandre Lapostolle, Le Normand, Giovanni Majocchi, Pietro Molossi, Francesco Orioli, Charles Richardot, Antonio Scaramelli e Charles Tholard. Gli studi in materia servirono alle compagnie di assicurazione per valutare il rischio da coprire.

## Opere
- Nuova scoperta importantissima, Perugia, Garbinesi e Santucci, 1823.
- Risposta del signor prevosto Paolo Beltrami, Milano, A.S. Brambilla, 1823.
- Difesa dei paragrandini, Milano, A.S. Brambilla, 1824.
- Dialogo popolare del molto reverendo sacerdote signor don Paolo Beltrami, Bologna, ip. Marsigli, 1826.
- Buoni effetti dei paragrandini, Milano, G. Silvestri, 1827.